# Turbosteamer
Ein Turbosteamer ist ein Motor mit Abwärmenutzung von BMW. Der Turbosteamer verwendet Abwärme aus dem Verbrennungsmotor, um Dampf zu erzeugen (siehe Auspuffwärmerückgewinnungssystem) und so zusätzliche Leistung für das Fahrzeug zu schaffen. Die Turbosteamervorrichtung ist am Auspuff und Kühlsystem befestigt. Es gewinnt die im Abgas und im Kühler verschwendete Wärme (bis zu 80 % der Wärmeenergie) und leitet diese Leistung mithilfe eines Dampfkolbens oder einer Turbine an die Kurbelwelle weiter. Der Dampfkreislauf erzeugt 14 PS Leistung und 15 Nm Drehmoment in der Spitze (für einen 1,8-Liter-Reihenzylindermotor), was einen geschätzten Gewinn von 15 % ergibt. Im Gegensatz zu benzin-elektrischen Hybriden nehmen diese Zuwächse bei höheren, gleichmäßigeren Geschwindigkeiten zu.
BMW entwickelte im Jahr 2000 unter der Leitung von Raymond Freymann den Turbosteamer, der jedoch keine Serienreife erreichte.